# Państwowa Szkoła Muzyczna I i II stopnia im. Mieczysława Karłowicza w Katowicach
Państwowa Szkoła Muzyczna I i II stopnia im. Mieczysława Karłowicza w Katowicach (w skrócie PSM Katowice lub – wśród uczniów – "Karłowicz") – szkoła muzyczna I i II st., prowadzi działalność w zakresie nauczania na poziomie I stopnia (szkoła podstawowa) oraz II stopnia (szkoła ponadpodstawowa). Nauczanie odbywa się w systemie popołudniowym. Szkoła prowadzi zajęcia w klasach: skrzypiec, altówki, wiolonczeli, kontrabasu, gitary, akordeonu, fortepianu, organów, fletu, oboju, klarnetu, fagotu, trąbki, puzonu, tuby, waltorni, saksofonu, śpiewu solowego, a na kierunku jazzowym: wokalistyki jazzowej, fortepianu jazzowego, kontrabasu jazzowego i saksofonu jazzowego.

## Historia
- 1945 – grono muzyków-pedagogów powołało do życia „Spółdzielnię Muzyczną”, której zadaniem było zorganizowanie kształcenia artystycznego młodzieży w powojennej Polsce. „Spółdzielnia Muzyczna” zorganizowała „Kursy Muzyczne im. Stanisława Moniuszki”, które znalazły tymczasową siedzibę w gmachu Państwowej Wyższej Szkoły Muzycznej w Katowicach[1].
- 1946 – decyzją Ministerstwa Kultury i Sztuki "Kursy Muzyczne" przekształcone zostają na "Niższą, Średnią i Umuzykalniającą Szkołę Muzyczną im. Mieczysława Karłowicza w Katowicach", nadal prowadzoną przez "Spółdzielnię Muzyczną".
- 1949 – Szkoła zaopatrzona została w niezbędne instrumenty muzyczne oraz podstawowy sprzęt dydaktyczny. Przeniesiona zostaje na IV piętro budynku przy ul. Wita Stwosza 17. Niewystarczająca ilość pomieszczeń zmusiła dyrekcję do wynajęcia klas w budynku Szkoły Podstawowej przy ul. Dąbrówki 9 oraz w Gimnazjum im. św. Jacka przy ul. Wita Stwosza. Niezależnie od tego szereg lekcji, przede wszystkim indywidualnych, odbywało się w mieszkaniach prywatnych.
- 1950 – decyzją Ministerstwa Kultury i Sztuki szkoła została upaństwowiona, otrzymując nazwę: "Państwowa Szkoła Muzyczna" oraz "Państwowa Średnia Szkoła Muzyczna".
- 1951 – wprowadzenie wydziału instruktorskiego z sekcją teorii muzyki.
- 1952 – wprowadzenie wydziału rytmiki specjalnej.
- 1965 – następuje stopniowa likwidacja sekcji teorii.
- 1967 – szkoła przejmuje częściowo nowy budynek przy ul. Teatralnej 16, gdzie mieści się do dziś.
- 1972 – przy wydziale instrumentalnym zorganizowano "Dział Zaoczny" dla pracowników pedagogicznych, zatrudnionych w państwowych i społecznych ogniskach muzycznych.
- 1985 – decyzją Ministerstwa Kultury i Sztuki PSM I stopnia oraz PSM II stopnia połączono w jeden organizm: "Państwową Szkołę Muzyczną I i II stopnia im. M. Karłowicza w Katowicach".
- 1991 – w ramach sekcji instrumentów klawiszowych powstała klasa organów.
- 2008 - w ramach sekcji wokalnej powstała klasa wokalistyki rozrywkowej.
- 2012 - w ramach sekcji instrumentów dętych powstała klasa saksofonu.

## Struktura organizacyjna
PSM I stopnia:
- cykl dziecięcy (6-letni)
- cykl młodzieżowy (4-letni)

PSM II stopnia:
- wydział instrumentalny (6-letni)
- wydział wokalny i jazzowy (4-letni)

## Dyrektorzy
1. Adam Mitscha 1945-1946
2. Józef Powroźniak 1947
3. Marian Łęgowski 1948-1976
4. Stanisław Kotyczka 1977-1990
5. Joanna Kwietniowska 1990 (p.o.)
6. Andrzej Wójcik 1990-1991
7. Bożena Gieburowska-Gabryś 1991-2006
8. Dorota Zawierucha 2007- nadal[2]

## Większe szkolne zespoły muzyczne
- Orkiestra Kameralna PSM I stopnia, pod dyrekcją Bartosza Hyrji
- Chór Dziecięcy PSM I stopnia, pod dyrekcją Joanny Marcinowicz
- Orkiestra Kameralna PSM II stopnia, pod dyrekcją Wojciecha Sąkóla
- Orkiestra Dęta PSM II stopnia, pod dyrekcją Marka Pietrasa
- Chór Mieszany PSM II stopnia, pod dyrekcją Joanny Marcinowicz

## Kadra kierownicza
- Dyrektor: Dorota Zawierucha
- Zastępcy dyrektora: Joanna Marcinowicz, Wojciech Sąkól
- Kierownik sekcji teorii:
- Kierownik sekcji instrumentów smyczkowych i szarpanych: Anna Szabelka
- Kierownik sekcji instrumentów klawiszowych: Piotr Banasik
- Kierownik sekcji instrumentów dętych i perkusji: Marek Krzemiński
- Kierownik sekcji wokalnej: Agata Kobierska
- Kierownik sekcji instrumentalistyki i wokalistyki jazzowe: Jarosław Bothur

## Konkursy
W PSM w Katowicach organizowane są:
- Przesłuchania Makroregionalne – instrumenty smyczkowe i szarpane
- Konkurs Fletowy im. Mariana Katarzyńskiego